# Мунтеле-Філій
Мунтеле-Філій (рум. Muntele Filii) — село у повіті Клуж в Румунії. Входить до складу комуни Бейшоара.
Село розташоване на відстані 318 км на північний захід від Бухареста, 26 км на південний захід від Клуж-Напоки.

## Населення
За даними перепису населення 2002 року у селі проживали 22 особи, усі — румуни. Усі жителі села рідною мовою назвали румунську.